# Вилмуай
Вилмуай — река в России, протекает по Мурманской области. Устье реки находится в 77 км по правому берегу реки Пурнач на высоте 199,8 м. Длина реки составляет 36 км, площадь водосборного бассейна 163 км².
Берёт начало из озера Вилмуай на высоте 243,7 м.

## Данные водного реестра
По данным государственного водного реестра России относится к Баренцево-Беломорскому бассейновому округу, водохозяйственный участок реки — река Поной. Речной бассейн реки — бассейны рек Кольского полуострова и Карелии, впадает в Белое море.
Код объекта в государственном водном реестре — 02020000112101000006756.